# Magia bianca
La magia bianca è un tipo di magia così denominata perché contrapposta a quella nera; a differenza di quest'ultima essa è mossa in linea teorica da intenzioni benefiche, positive, o altruistiche, prefiggendosi obiettivi nobili come la realizzazione interiore, o il raggiungimento della verità e della luce spirituale, a cui allude il colore bianco.

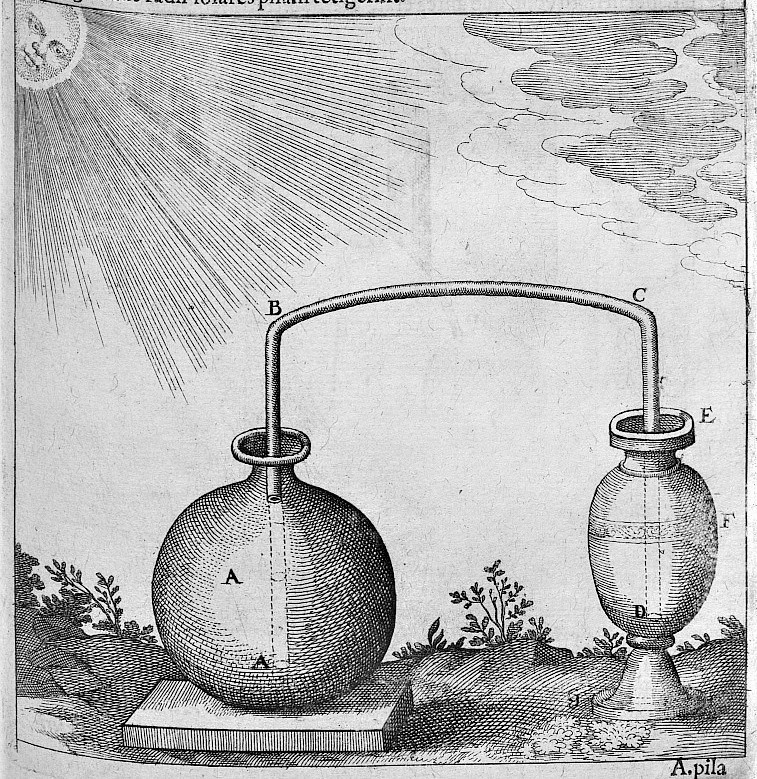
Alcuni alambicchi.

Il confine tra magia bianca e nera può tuttavia sfumare laddove questi poteri vengano perseguiti, anche in maniera inconsapevole, da un animo poco disinteressato, in cui tendano a prevalere egoismo, orgoglio o titanismo.
Storicamente nella magia bianca possono rientrare sia le forme cerimoniali della teurgia, finalizzate all'invocazione di potenze sovrumane salvifiche come angeli, divinità, spiriti elementali benevoli, sia la nozione di «magia naturale», la quale invece si propone di intervenire unicamente sui fenomeni della natura, attraverso lo studio delle sue leggi e gli strumenti tipici ad esempio dell'alchimia, relegando nella magia nera qualunque intervento che esuli da quest'ambito. 

## Magia bianca o naturale

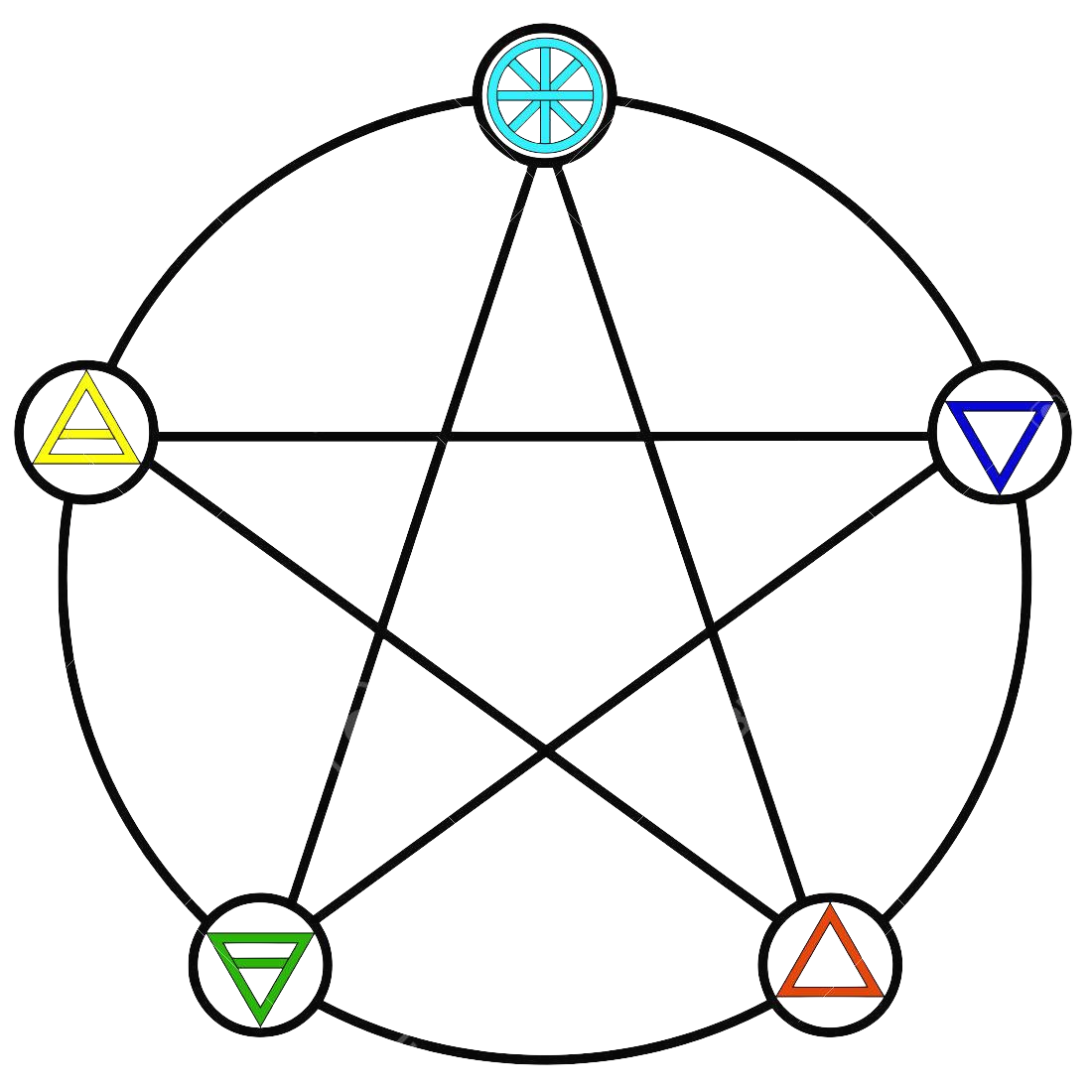
Un pentacolo, simbolo magico che riassume in sé la totalità della natura, in quanto ognuna delle sue punte rimanda agli elementi aria, acqua, terra, fuoco, più lo spirito divino posto in alto a cui tutti gli altri obbediscono.

La questione della liceità della magia, dibattuta all'interno del cristianesimo, condusse i filosofi scolastici, tra cui soprattutto Ruggero Bacone, a distinguere quella operante nella luce dalle pratiche oscure.
Mentre così la magia nera mira ad accrescere il potere del mago tramite l'invocazione di forze soprannaturali e paranormali, che vadano oltre le leggi naturali imposte alla realtà, la magia bianca intende operare in armonia con esse, ritenendo che ogni organismo, fenomeno o evento abbia un suo posto nel disegno universale stabilito da Dio, in quanto partecipe di un'unica Anima del mondo, secondo la concezione tipica del neoplatonismo che si ritroverà ad esempio in Marsilio Ficino.
Più precisamente, chi fa della magia nera cerca di sottomettere le entità del cosmo al proprio volere (sovvertendone le leggi), chi fa della magia bianca sottomette invece la propria volontà alle leggi del cosmo. Ciò significa che per operare in armonia con l'universo occorreva sviluppare un senso morale basato sull'obbedienza a Dio e sul rispetto della sua volontà.
E poiché si pensava che la volontà divina coincidesse con la razionalità oggettivata del mondo, la magia bianca si proponeva di preservarla, e anzi di favorire la sua naturale evoluzione. La magia bianca si inseriva così nell'ottica tipica dei pensatori rinascimentali, i quali ritenevano che tutta la creazione, corrottasi a causa del biblico peccato originale, tendesse a ritornare verso la perfezione originaria. Come l'uomo tende verso la divinizzazione, così ogni elemento tende a ritornare verso la meta cui è stato assegnato (o entelechia), secondo la concezione aristotelica mescolatasi con quella platonica. Si cercava in un certo senso di risolvere la materia nello spirito; la magia bianca finì in tal modo per coincidere con l'alchimia, che si prefiggeva di costruire la pietra filosofale, al fine di trasmutare i metalli in oro, considerato la meta naturale di ogni elemento. L'oro era ricercato non a scopi di avidità o di possesso, ma per le sue proprietà intrinseche, essendo tra i metalli quello più incorruttibile (cioè più resistente al tempo), oltre ad essere un ottimo catalizzatore da usare nelle reazioni chimiche. 
Gli interessi suscitati dalla magia bianca, rivolta esclusivamente allo studio della natura e al rispetto delle leggi in essa presenti, funsero così da apripista alla chimica moderna. L'opera dell'alchimista consisteva infatti essenzialmente nello studio empirico delle sostanze elementari e in esperimenti scientifici su di esse. Egli ne cercava le proprietà operando all'incirca come un chimico, catalogandole, tentando miscugli, introducendo nel suo lavoro fornelli ed alambicchi che saranno poi gli strumenti principali utilizzati dalla chimica come viene intesa oggi.

## Magia bianca come pratica cerimoniale

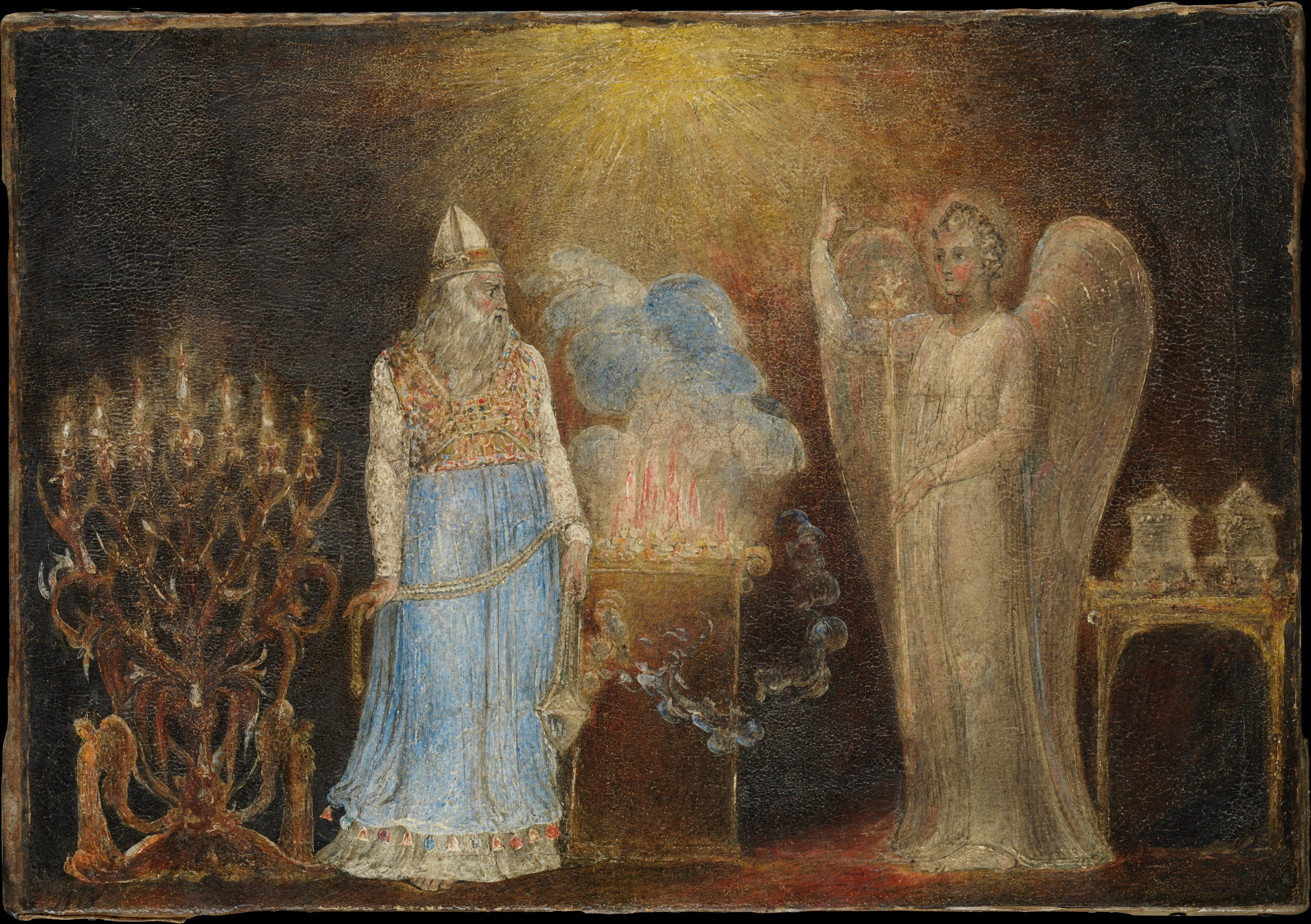
William Blake, L'angelo appare a Zaccaria (1799)

Il concetto di magia bianca può tuttavia venire esteso fino a comprendere le più elevate cerimonie magiche, come anche le preghiere e i rituali stessi della religione, con cui fin dall'antichità si cercava di comunicare con gli Dei, gli spiriti celesti o i genii, per ingraziarsi i loro favori a scopi benefici.
Presso i Greci, questa capacità di congiungersi al divino, in virtù della quale si poteva arrivare a compiere azioni prodigiose, era chiamata «teurgia»: praticata soprattutto nei culti misterici, essa consentiva di acquisire la telestiké, ossia l'iniziazione ai mondi ultraterreni e alla conoscenza segreta delle forze occulte di simpatia che collegano ogni aspetto della realtà, per essere in grado di manipolarle magicamente.
Tali poteri luminosi ottenuti per via iniziatica, il cui apprendimento era riservato a una cerchia ristretta di adepti, venivano usati da parte dei maghi e dei sacerdoti anche per finalità terapeutiche, essendo assimilabili a una sorta di magnetismo.

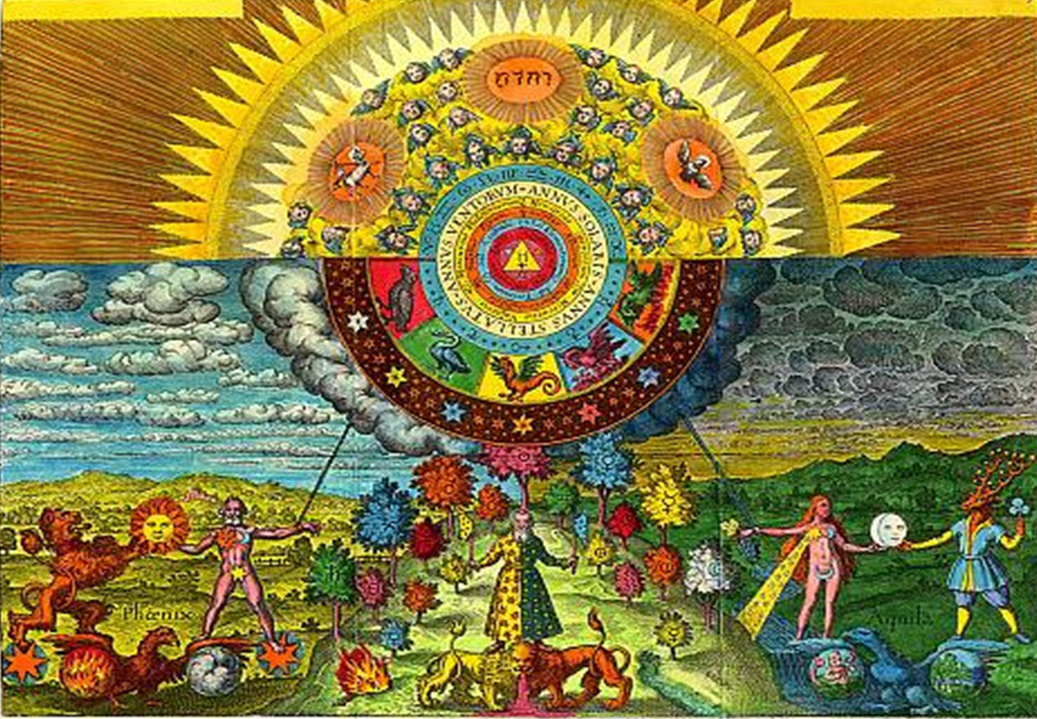
Un'incisione che raffigura le corrispondenze «simpatetiche» tra macrocosmo e microcosmo, mondo celeste e mondo terreno.

Lo scopo curativo implicito in quello salvifico della magia bianca continuerà ad essere perseguito dai filosofi del Rinascimento, per i quali le simpatie che collegavano i pianeti con gli eventi terreni sublunari potevano essere ridestate utilizzando appositi oggetti come piante, pietre, animali, amuleti, canzoni, ecc., associabili per somiglianza o affinità. Ficino li chiamava «esche», in quanto catturavano e riassumevano in sé specifici influssi astrali, «doni del mondo animato e delle stelle viventi», tra i quali era possibile scegliere di volta in volta quello più adatto a una particolare situazione.
In ambito ebraico la magia bianca è consistita prevalentemente nell'uso pratico dei nomi sacri della cabala, la quale è un sistema di corrispondenze basato analogamente sulla visione di un universo come una totalità organizzata. Notevole rilevanza ebbe lo studio e lo sviluppo di un alfabeto, introdotto dall'inglese John Dee e da questi attribuito al patriarca Enoch, dal quale venne chiamato appunto «enochiano», ritenuto adatto a parlare con gli angeli e gli spiriti buoni, i quali venivano chiamati con dei nomi formulati in questo particolare linguaggio.
Intorno al Quattrocento apparve un grimorio di un certo Abramelin il mago che parla di una magia sacra solo leggermente inferiore alla più famosa Cabbala; nel suo manoscritto intitolato La Magia Sacra egli afferma di poter comandare spiriti demoniaci, dopo averli fatti giurare, con l'aiuto del proprio angelo custode e di quadrati magici. Sebbene l'intervento dei demoni venga tradizionalmente escluso dall'ambito della magia bianca, la conoscenza stessa del male può anche essere considerata una via per approdare al bene; il mago inoltre, per essere tale, dovrebbe dar prova di saper dominare le intelligenze diaboliche, anziché farsene sottomettere.

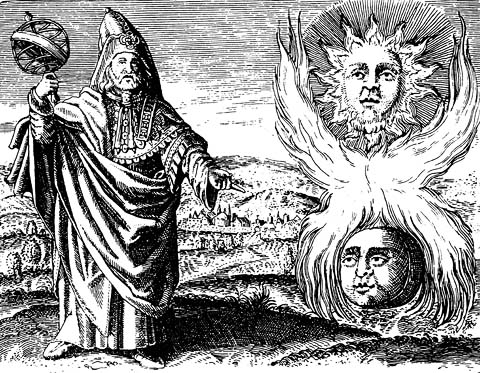
Un mago che impartisce ordini al Sole e alla Luna grazie ai suoi poteri teurgici.

In ogni caso, le pratiche cerimoniali che si presumeva sovvertissero l'ordine naturale furono avversate dalla teologia, finché in età moderna, nonostante i contributi della magia alla nascita della scienza moderna, furono sempre più relegate nel campo della superstizione o della fraudolenza dal pensiero materialista.
A partire dal XIX secolo, tuttavia, si ebbe un rinnovamento della tradizione ermetica e occultistica; tra i maggiori cultori di magia in generale, ma dediti alla magia bianca, si annoverano Dion Fortune, Israel Regardie, e Eliphas Lévi, da cui derivano in gran parte gli studi odierni sulla scienza magica. Per Eliphas Lévi, il mago dovrebbe liberarsi il più possibile dai desideri, perché nel desiderare un oggetto, è questo ad attrarre lui, non lui ad attrarlo, mentre paradossalmente «la volontà compie ogni cosa senza desiderarla».
Tra i fondatori della Società Teosofica, Charles Webster Leadbeater indagò l'aspetto occulto delle cerimonie cristiane. Sempre nell'ambito della teosofia rientra l'opera di Franz Hartmann.

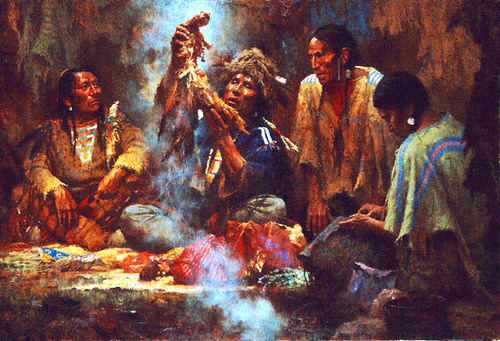
Rituale sciamanico.

Secondo Omraam Mikhaël Aïvanhov (1900-1986) la magia dovrebbe essere distinta dall'occultismo: l'occultismo non è la vera scienza spirituale in quanto sarebbe un miscuglio di bene e di male, prestandosi a diventare sinonimo di oscurità. La vera magia è la magia divina che consiste nell'utilizzare le proprie facoltà e il proprio sapere per realizzare il regno di Dio sulla terra. Il mago, precisa questo autore, è colui che lavora nella luce e per la luce, è colui che desidera sempre di fare del bene, di consolare, illuminare e vivificare le creature.
Lo studioso Robert M. Place, in Magic and Alchemy del 2009, offre un'ampia definizione di magia bianca e nera, preferendo riferirsi ad esse come «magia alta» (bianca) e «magia bassa» (nera), pur con tutti i distinguo del caso, poiché ad esempio la magia popolare, anche se ben intenzionata, viene spesso considerata di bassa qualità. 
Secondo Place, tutta la magia sciamanica preistorica sarebbe magia di cura e assistenza, che costituisce l'essenza della moderna magia bianca: guarire malattie o lesioni, indovinare il futuro o interpretare i sogni, trovare oggetti smarriti, placare gli spiriti, controllare i fenomeni atmosferici, favorire il benessere e la prosperità.